# Massacre de la prison d'Olenivka
Le massacre de la prison d'Olenivka est une explosion ayant eu lieu dans la nuit du 28 au 29 juillet 2022, au cours de l'invasion russe de l'Ukraine, lorsqu'un bâtiment d'une prison russe à Molodijne, près d'Olenivka, dans l'oblast occupé de Donetsk, est détruit. L'attaque tue 53 prisonniers de guerre ukrainiens et fait 75 blessés. Les prisonniers sont principalement des soldats du régiment Azov capturés lors de la reddition du complexe d'Azovstal, le dernier bastion ukrainien lors du siège de Marioupol.
Initialement, les autorités ukrainiennes et russes s'accusent mutuellement de l'attaque contre la prison. Par la suite, un rapport des Nations unies et des témoignages d'anciens prisonniers montrent la responsabilité de la Russie, qui aurait mis en scène les lieux de l'attaque pour faire accuser l'Ukraine. L'arme utilisée et l'unité responsable restent au centre des interrogations.

## Déroulement

### Installation des prisonniers
Le matin du 27 juillet 2022, un groupe de prisonniers de guerre ukrainiens, tous capturés à l'issue de la bataille de Marioupol, sont rassemblés et se voient ordonner par les Russes de « se tenir prêts », sans explication supplémentaire. Ils sont transférés vers un autre bâtiment de la colonie pénitentiaire d'Olenivka, à Molodijne (en), une localité au sud-ouest de Donetsk qui est contrôlée par la république populaire de Donetsk (RPD), soutenue par la Russie. Le bloc de détention en parpaings a été réaménagé à la hâte et ne comporte qu'une centaine de couchettes, sans matelas. Les toilettes sont un simple trou dans le sol. Selon l'un des prisonniers, des outils sont encore présents, indiquant qu'il s'agissait auparavant d'un atelier. 
Le gardien de la prison leur affirme que ce transfert a eu lieu en raison de travaux de rénovation sur certains baraquements. Le même jour, les gardes commencent à creuser des tranchées à proximité de la prison, pour s'abriter.  
Le lendemain, les prisonniers remarquent que les postes de surveillance ont été éloignés du bâtiment et que les gardes portent désormais des gilets pare-balles et des casques, équipements dont ils n'étaient pas pourvus auparavant. 

### Explosion
Le 28 juillet 2022 vers 22 h 30, Arsen Dmytryk, l'un des prisonniers, va se coucher. Il est réveillé 45 minutes plus tard par une explosion et le bruit, selon lui, d'un lance-roquettes multiple BM-21 Grad. D'autres prisonniers déclarent que le son du Grad a étouffé le bruit d'autres explosions. 
Peu de temps après, Dmytryk est gravement blessé par une explosion alors qu'il se trouve dans le baraquement, touché par  des shrapnels. Plusieurs autres prisonniers sont morts ou blessés à ses côtés. Les prisonniers survivants se précipitent dehors par les trous causés par l'explosion dans les murs, dans le but d'appeler les secours. Les gardes russes tirent en l'air pour les faire reculer et, selon un soldat, se moquent des survivants.
Plusieurs heures après l'explosion, les secours arrivent, les blessés et les morts sont chargés dans des camions. Plusieurs blessés meurent avant d'atteindre l'hôpital à Donetsk. 

### Bilan humain et identification des victimes
Les décomptes des victimes par les autorités russes et de la RPD indiquent que 53 prisonniers de guerre ukrainiens sont morts et 75 autres ont été blessés, après avoir initialement donné un bilan de 40 morts et 75 blessés, en plus de 8 gardes. La partie ukrainienne affirme qu'environ 40 personnes sont mortes et 130 blessées. Selon une déclaration publique des Nations unies publiée en mars 2023, la lenteur des secours a mené à l'aggravation du bilan.
Les deux parties conviennent que des combattants captifs du régiment Azov se trouvaient dans la caserne détruite, amenés là quelques jours avant l'événement. Denis Pouchiline, le leader de la RPD, laisse entendre que parmi les 193 détenus du centre de détention, il n'y avait aucun étranger, mais ne précise pas le nombre d'Ukrainiens retenus captifs. Les responsables russes publient une liste des prisonniers de guerre supposément décédés, tous membres du régiment Azov, sans apporter de contexte. Au 30 juillet 2022, les responsables ukrainiens déclarent qu'ils ne sont pas en mesure de vérifier la liste.
Le jour même de l'explosion, l'ambassade de Russie à Londres publie un tweet déclarant que les combattants du régiment Azov « méritent l'exécution, mais la mort non pas par peloton d'exécution mais par pendaison, car ce ne sont pas de vrais soldats. Ils méritent une mort humiliante », qui comprend une vidéo d'un couple de Marioupol qui s'est dit victime d'un bombardement ukrainien. La phrase dans le tweet correspond à la citation d'un homme dans la vidéo,. Quatre jours après l'explosion, la Cour suprême russe déclare le régiment Azov comme une organisation terroriste. En réponse, les services de renseignement ukrainiens affirment que cela vise à justifier les crimes de guerre russes contre les Ukrainiens.

### Isolement des survivants et modification des lieux de l'explosion
Dès la prise en charge des blessés par les secours, les prisonniers indemnes ou légèrement blessés, au nombre de 70, sont renvoyés dans le camp et isolés dans deux petites cellules. Selon le document interne de l'ONU, cet isolement aurait pour but de les empêcher de prendre contact avec les autres prisonniers de guerre, dont certains ont accès à des téléphones portables et pourraient contacter les autorités ukrainiennes. Ils ignorent également les débats entourant l'attaque à l'échelle internationale.
Des soldats captifs auraient été chargés de nettoyer certains débris et de retirer les corps restants dans le hangar ciblé, avant que des soldats russes en uniforme de camouflage entrent pour disposer des débris de HIMARS sortis de caisses de munitions et positionner les corps. Selon des prisonniers, les journalistes et officiels russes sont arrivés sur les lieux un peu plus tard, ont filmé, puis les débris ont été remis dans leurs boîtes

## Responsabilité de l'attaque
Après l'attaque, les autorités russes déclarent d'abord que les forces ukrainiennes ont attaqué la prison à l'aide de lance-roquettes multiples M142 HIMARS fournis par les États-Unis. Alors que la partie russe publie des vidéos et des photos de l'intérieur de la caserne, les analystes notent que les dégâts ne correspondent pas à ceux d'une frappe de HIMARS. Sur la base des preuves photographiques et vidéo disponibles, de nombreux experts militaires affirment que l'arme la plus probablement utilisée est une arme thermobarique utilisée localement,.
Le Service de sécurité ukrainien (SBU) diffuse des enregistrements de conversations téléphoniques enregistrées entre des soldats russes, qui indiqueraient que les russes auraient posé un explosif à l'intérieur du bâtiment. Le SBU ajoute que, d'après les preuves vidéo disponibles, certaines fenêtres sont restées intactes et qu'aucun témoin oculaire ne mentionne de bombardements ou de sons qui en auraient accompagné un, ce qui suggère également qu'aucune roquette n'a frappé le centre de détention. Selon la Direction du renseignement du ministère ukrainien de la Défense, l'explosion aurait été réalisée sans consultation préalable avec le ministère russe de la Défense par le groupe Wagner, une société militaire privée soutenue par la Russie et déjà accusée de crimes de guerre en Afrique, en Syrie et en Ukraine.
Selon l'Institut pour l'étude de la guerre, un groupe de réflexion basé aux États-Unis, d'après les preuves disponibles, la version ukrainienne est la plus plausible car le caractère des explosions n'est pas compatible avec une frappe de HIMARS. Cependant, le cercle de réflexion ne peut pas dire avec certitude quelle partie est responsable. InformNapalm (en), une initiative de volontaires ukrainiens, dit en partie la même chose, mais blâme les russes en suggérant qu'ils ont utilisé un lance-flammes RPO-A Chmel ou un lance-roquette MRO-A (en) et ont attendu que les captifs brûlent vivants. Un officier militaire israélo-ukrainien suggère que la Russie a perpétré l'attaque contre les prisonniers de guerre ukrainiens pour faire craindre aux soldats russes la torture et ainsi les dissuader de se rendre aux forces ukrainiennes qui avancent dans la région de Kherson. Selon une analyse de CNN, la version russe est très improbable car les dommages n'ont pas été causés par une roquette de HIMARS. La cause la plus probable de l'explosion, selon le média, est un engin incendiaire ayant explosé depuis l'intérieur de l'entrepôt de la prison. 
En juillet 2023, le haut-commissaire des Nations unies aux droits de l'homme Volker Türk déclare publiquement que l'explosion n'est pas due à une frappe de HIMARS, que les fragments montrés par la Russie n'étaient pas sur les lieux initialement et que « la scène a été contaminée ». Un rapport publié trois mois plus tard conclut que la prison d'Olenivka a été frappée par un missile ayant été tiré depuis l'est, sans préciser que cette direction est alors sous contrôle intégral de la Russie.
En juillet 2024, Associated Press rapporte qu'une investigation est toujours en cours côté ukrainien, visant à déterminer l'arme utilisée — artillerie, explosif installé sur place ou lance-grenades — pour attaquer le bâtiment et à établir la chaîne de commandement et l'unité responsables. Elle est confiée à la division du SBU chargée d'enquêter sur les crimes de guerre commis par la Russie lors de l'invasion de l'Ukraine. Cependant, les enquêteurs ne sont pas optimistes sur leurs chances de conclure l'enquête tant que l'accès au site est impossible. Ils espèrent cependant que des avancées technologiques leur permettront de visualiser la scène.

## Réactions internationales
Dans une déclaration publiée le 29 juillet, Josep Borrell, le haut représentant des affaires étrangères de l'Union européenne, accuse la Russie d'être responsable de l'attaque et qualifie celle-ci d'« horrible atrocité » et d'« acte barbare ». Il fait également référence à une vidéo de soldats russes commettant « une atrocité odieuse » contre un prisonnier de guerre ukrainien (torture et castration), qui est partagée sur les réseaux sociaux pro-russes. Les représentants de l'Estonie, du Royaume-Uni et de la France expriment une position similaire. Le 2 août 2022, la Maison-Blanche déclare que de nouvelles informations de renseignement laissent entendre que la Russie s'efforce de fabriquer des preuves concernant le massacre. En août, la Russie invite un certain nombre de médias russes et l'acteur Steven Seagal à visiter la prison, où des déclarations soutenant la version russe officielle sont faites.
Le ministère ukrainien des Affaires étrangères fait appel à la Cour pénale internationale pour lui demander d'examiner l'attaque, qu'il qualifie de crime de guerre russe. La Russie déclare ouvrir sa propre enquête. Des responsables russes et ukrainiens appellent également la Croix rouge internationale et les Nations unies à intervenir,. Tard dans la soirée du 30 juillet, la Russie déclare qu'elle autorisera les représentants de ces organisations sur le site tandis que le CICR (Comité international de la Croix-Rouge) affirme n'avoir reçu ni invitation, ni réponse à sa propre demande de visite du site.
Dans les jours suivant l'attaque, lors d'une réunion du Conseil de sécurité des Nations unies, l'Ukraine et la Russie s'accusent mutuellement de l'attaque, ce qui pousse António Guterres à lancer une mission d'investigation. Après de longues négociations, celle-ci est dissoute cinq mois plus tard, en raison du refus des autorités russes de garantir sa sécurité ; elle ne se rend ni en Ukraine ni dans les territoires occupés par la Russie. Cependant, une équipe des Nations unies déjà présente en Ukraine depuis 2014 reprend les investigations, en s'appuyant sur des images en sources ouvertes et des témoignages de prisonniers ukrainiens libérés au cours d'échanges de prisonniers. Malgré les preuves de la culpabilité russe dans l'attaque, l'Organisation des Nations unies n'accuse pas publiquement la Russie dans les mois suivant l'attaque et le rapport intégral n'est pas publié.